# Dolan Peak
Dolan Peak är en bergstopp i Antarktis. Den ligger i Västantarktis. Inget land gör anspråk på området. Toppen på Dolan Peak är 2 070 meter över havet, eller 523 meter över den omgivande terrängen. Bredden vid basen är 2,7 km.
Terrängen runt Dolan Peak är kuperad söderut, men norrut är den platt. Trakten är obefolkad. Det finns inga samhällen i närheten.